# Diplazium auriculatum
Diplazium auriculatum là một loài dương xỉ trong họ Athyriaceae. Loài này được Kaulf. mô tả khoa học đầu tiên năm 1824.
Danh pháp khoa học của loài này chưa được làm sáng tỏ. 